# فاليرون
فاليرون هي مدينة وبلدية تقع في مقاطعة فرمة جنوب شرق أوربيساليا في إقليم ماركي في دولة إيطاليا.

## تاريخ
يُعتقد أن المدينة قد أُسست في أواخر العصور القديمة كمستعمرة صغيرة للمحاربين من جيش أغسطس قيصر بعد انتصاره في معركة أكتيوم سنة 29 م، رغم أن المنطقة كانت مكتظة بالسكان المتنقلين، وهي جزء من سهل نهر دانوب ومن ثم كانت تحت سلطة الوردات المحليين في العصور الوسطى.